# Kémjátszma
A Kémjátszma (eredeti címe: Spy Game) 2001-ben bemutatott akcióthriller Tony Scott rendezésében amerikai, német, japán és francia finanszírozásból. A forgatókönyvet Michael Frost Beckner és David Arata készítették. A produkció főbb szerepeiben Robert Redford és Brad Pitt. 2001. november 19-én mutatták be az Egyesült Államokban. Magyarországon 2002. február 14-től lehetett megtekinteni a mozikban.

## Cselekmény
1991-ben az Egyesült Államok és Kína közel áll egy jelentős kereskedelmi megállapodás megkötéséhez. A Központi Hírszerző Ügynökség (CIA) megtudja, hogy ügynökét, Tom Bishopot letartóztatták a Kínai Népi Felszabadító Hadsereg szucsoui börtönében, és 24 órán belül kivégzik, hacsak az amerikai kormány nem jelentkezik érte. A CIA behívja Nathan Muirt, a veterán ügynököt, aki aznap készül nyugdíjba menni, és mellesleg Bishop mentora volt. Mivel Muir tart attól, hogy az amerikaiak nem kérnék ki Bishopot, kiszivárogtatja az ügyet a CNN-nek. 
Egy visszaemlékezésből megtudjuk, hogy Bishop és Muir más-más etikai szemléletmódot vallanak. Bishopot Muir szervezte be a CIA-hez, de a férfi nem volt hajlandó emberéleteket feláldozni a nagyobb jó érdekében. Egy libanoni küldetés során Bishop megismerkedik Elizabeth Hadley-val, akivel romantikus kapcsolatba kerül. A nő bevallja a férfinak, hogy részt vett egy épület robbantásában, amiben kínai állampolgárok tartózkodtak, pedig üresnek kellett volna lennie. Muir úgy dönt, hogy beáldozza Elizabethet, és elcserélteti egy amerikai diplomatára a kínaiakkal. 
A jelenben Muir ráébred, hogy Bishop Elizabeth miatt van Kínában. Muir meghamisítja egy felettese utasítását, és elindít egy mentési műveletet. Megvesztegetnek egy kínai tisztviselőt, hogy kapcsolja ki fél órára az áramot a börtönben, amíg a mentés zajlik. Ez idő alatt a CIA elnöke gyanút fog, hogy Muir jogosulatlanul beavatkozott az ügyekbe, és a vezetők előtt szembesíti a férfit ezzel. Muir azt állítja, hogy az öregek otthonát vizsgálta, ahova nyugdíjba készült menni. Bishopot és Elizabethet ezalatt sikeresen kimentik, és Bishop kitalálja, hogy vitáik ellenére Muir mentette meg őket.

## Szereplők
| Szerep                  | Színész                | Magyar hangja      |
| ----------------------- | ---------------------- | ------------------ |
| Nathan D. Muir          | Robert Redford         | Szakácsi Sándor    |
| Tom Bishop              | Brad Pitt              | Bozsó Péter        |
| Elizabeth Hadley        | Catherine McCormack    | Létay Dóra         |
| Charles Harker          | Stephen Dillane        | Fazekas István     |
| Troy Folger             | Larry Bryggman         | Gruber Hugó        |
| Gladys Jennip           | Marianne Jean-Baptiste | Makay Andrea       |
| Dr William Byars        | Matthew Marsh          | Áron László        |
| Robert Aiken            | Todd Boyce             | Megyeri János      |
| Vincent Vy Ngo          | Michael Paul Chan      | Holl Nándor        |
| Cy Wilson CIA igazgató  | Garrick Hagon          | Rudas István       |
| Andrew Unger            | Andrew Grainger        | Imre István        |
| Fred Kappler            | Bill Buell             | Csuha Lajos        |
| Henry Pollard           | Colin Stinton          | n.a                |
| CIA alkalmazott         | Ted Maynard            | Kajtár Róbert      |
| Harry Duncan            | David Hemmings         | Kristóf Tibor      |
| Mitch Alford            | James Aubrey           | Balázsi Gyula      |
| Anna Cathcart           | Charlotte Rampling     | Menszátor Magdolna |
| CNN riporter            | Frank Nall             | Kapácsy Miklós     |
| Frederick Schmidt       | Joerg Stadler          | Sztarenki Pál      |
| Dr Ahmed                | Amidou                 | Dobránszky Zoltán  |
| Doumet                  | Omid Djalili           | Juhász György      |
| nyugat-német üzletember | Zágoni Zsolt           | Zágoni Zsolt       |
| kelet-német menekült    | Schramek Géza          | Schramek Géza      |
| bártulajdonos           | Csuja Imre             | Csuja Imre         |
| bártulajdonos felesége  | Völgyi Melinda         | Völgyi Melinda     |
| kelet-német határőr     | Rékasi Károly          | Rékasi Károly      |
| kutyás lány             | Deutsch Anita          | Deutsch Anita      |
| öregember az ablakban   | Kenderesi Tibor        | Kenderesi Tibor    |
| Muir unokahúga          | Osvárt Andrea          | Osvárt Andrea      |
| helikopterpilóta        | Tim Briggs             | Hegedűs Miklós     |
| Wiley Parancsnok        | Dale Dye               | n.a                |

## Fogadtatás

### Kritikai visszhang
A film túlnyomórészt pozitív reakciókat váltott ki a kritikusokból. A Rotten Tomatoeson 64%-os minősítést ért el 135 értékelés alapján, az összefoglaló szerint: „A mozgalmas Kémjátszma kimenetele sosem kétséges, de szórakoztató nézni Robert Redford és Brad Pitt munkáját.” Jay Carr a Boston Globe-tól azt írta: „Olyan árnyalatokkal és erkölcsi dilemmákkal kereskedik, amelyek le Carrénak már régen is ízlettek.” Roger Ebert szerint: „Okos, és nagyszerű mesterségbeli irányítást mutat, de közömbös, és ezért nehezen tudunk vele törődni.” Mark Caro a Chicago Tribune-től azt írta: „A Kémjátszma sosem unalmas, és ritkán kiszámítható, kivéve a széleskörű, általános mi a világ ellen körítést.”
A Metacritic 63 pontot adott a 100-ból 29 vélemény alapján. Rita Kempley a Washington Posttól azt írta: „A film elegáns és fényes, mint egy új golyó, ami Scott szabadalmaztatott stílusfeleslegét tükrözi.” Todd McCarthy a Variety-től azt írta: „A látványos akció, a politikai intrika, a ketyegő feszültség és a CIA-n belüli, a főáramú szórakoztatásra irányuló belső CIA-cselekedetek megfontolt keverékét kínálja.” Joe Morgenstern a Wall Street Journaltől azt írta: „Hogy selyemtáskát csináljon a dagadó szövegekből, Scott úr azt teszi, amit mindig is szokott, a nagy költségvetésű könyv minden trükkjével feldobja őket.”

### Bevétel adatai
A Box Office Mojo szerint a film nyereséges volt. A 115 millió dolláros költségvetésből 143 milliós bevételt generált.